# Munter (Schiff)
Die Munter ist ein Dampfschiff, das für den Linienverkehr auf dem schwedischen Åsunden gebaut wurde.

## Geschichte
Das aus Eisen gebaute Schiff wurde von Graf Erik Sparre von Torpa bei Ulricehamn für den Passagiertransport auf dem Åsunden in Västergötland 1879 bei Lidköpings Mekaniska Verkstad in Lidköping gebaut. Das Boot wurde 1910 an Åsundens Trafikförening verkauft und an den Yngaren gebracht, wo es im Güter- und Passagierverkehr bis 1943 eingesetzt wurde.
Das Schiff blieb bis 1955 am Yngaren, dort wurde es zu einem Schleppschiff für Holztransporte umgebaut. Dann wurde die Munter an den Båven gebracht. Während dieser Zeit kam es zu erheblichen Veränderungen, die Anpassung für die Aufgabe als Holzschlepper erforderten Umbauten an Bug und Heck. Dabei wurde die Dampfmaschine durch einen Dieselmotor ersetzt.
Die Munter wurde 2002 in Sparreholm aufgelegt. Dort wurde ein Museumsverein gegründet (schwedisch Ångslupen Munters vänner), der mit der umfangreichen und gründlichen Renovierung des Schiffes begann. Die Rekonstruktion des Aufbaus erfolgte in historischer Weise, als sie als Passagierschiff im Einsatz war.
Das Schiff wird im renovierten Zustand mit Dampf betrieben und für Touren- und Charterfahrten auf dem Yngaren verwendet. Am 28. Mai 2011 wurde die Munter durch den Regierungspräsidenten Bo Konberg in Betrieb genommen.
Die Munter ist als Fahrzeug-Kulturdenkmal (schwedisch Kulturmärkning av fartyg i Sverige) der Staatlichen Marine Museen eingestuft.